# Studebaker Flight Hawk
Studebaker Flight Hawk – samochód o charakterze sportowym amerykańskiej marki Studebaker produkowany w latach 1955–1956 przez Studebaker-Packard Corporation, z pięciomiejscowym nadwoziem coupé. Wyprodukowany w liczbie około 5 tysięcy sztuk, w ramach jedynego roku modelowego 1956. Napędzany był silnikiem sześciocylindrowym o pojemności 3 l i  mocy 101 KM.

## Historia
W 1953 roku firma Studebaker wprowadziła nową linię samochodów o nowoczesnych, opływowych, niskich nadwoziach; innych od dominujących wówczas na rynku amerykańskim i porównywanych do samochodów europejskich. Autorem ich stylistyki był Robert Bourke ze studia Raymonda Loewy′ego. Produkowane wówczas modele osobowe Champion i Commander miały też swoje odmiany o charakterze sportowym z nadwoziami hardtop i coupé, w kilku wersjach wyposażenia. Cechą szczególną ich stylistyki była maska łagodnie opadająca pomiędzy błotnikami do zderzaka przedniego, nad którym znajdowały się dwa podłużne wloty powietrza. Od roku modelowego 1956, debiutującego w listopadzie poprzedniego roku, modele sportowe zostały przestylizowane i wydzielone jako osobna seria, otrzymując nazwę Hawk (jastrząb) z  dodatkowymi określeniami (Flight Hawk w miejsce Champion DeLuxe coupe, Power Hawk w miejsce Commander DeLuxe coupe, Sky Hawk w miejsce President State hardtop i Golden Hawk w miejsce President Speedster hardtop). 

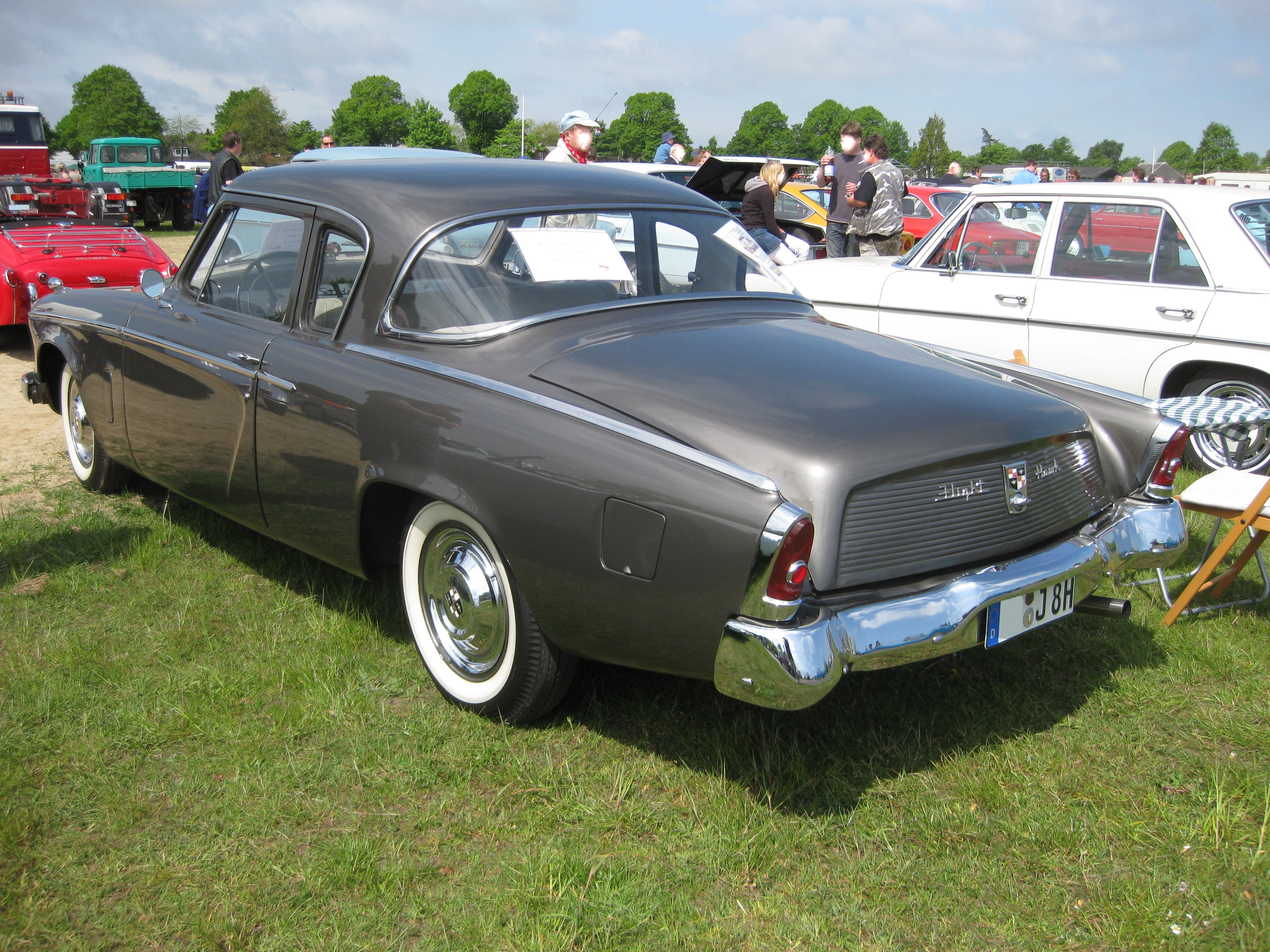
Studebaker Flight Hawk od tyłu

Flight Hawk był najtańszym z czterech modeli sportowych serii Hawk i jako jedyny był napędzany silnikiem sześciocylindrowym. Posiadał dwudrzwiowe pięciomiejscowe nadwozie coupé ze słupkami środkowymi, takie samo jak Power Hawk. Oba były reklamowane jako rodzinne samochody budżetowego segmentu rynku, o sportowym zacięciu, z wygodnymi miejscami dla pięciu osób. Wszystkie modele z serii Hawk otrzymały przestylizowany przód w stosunku do oryginalnego projektu: centralna część maski została podniesiona i otrzymała z przodu atrapę chłodnicy o kształcie zbliżonym do trapezowego, rozszerzającego się u góry, pokrytą chromowaną kratką. Po jej bokach nad zderzakiem były dwa dodatkowe podłużne chromowane wloty powietrza, nawiązujące do pierwotnej stylistyki z 1953 roku. Między centralną podniesioną częścią a wystającymi pojedynczymi reflektorami na przedłużeniu błotników, maska nadal łagodnie opadała, dochodząc do wlotów powietrza. Dodatkowo na górze wystającej części maski był mały chwyt powietrza. Nad błotnikami przednimi były wolno stojące światła parkingowe – kierunkowskazy, w opływowych obudowach. Samochody otrzymały też nową deskę przyrządów, na panelu ze stali nierdzewnej. Rozstaw osi wynosił 120,5 cala (ok. 3 m).
Flight Hawk był wyposażony w dolnozaworowy silnik rzędowy sześciocylindrowy Sweepstakes o pojemności 185 cali sześciennych (3,03 l), rozwijający moc 101 KM przy stopniu sprężania 7,8:1. Opcjonalnie stopień sprężania wynosił 8,3:1. Standardowo była stosowana trzybiegowa skrzynia mechaniczna, za dopłatą był dostępny nadbieg (overdrive) lub skrzynia automatyczna Flight-O-Matic (189 dolarów). Wyposażenie standardowe było tylko podstawowe, a w wyposażeniu dodatkowym było m.in. radio, zegar elektryczny, wspomaganie kierownicy i hamulców oraz elektrycznie sterowane szyby i fotele.
Wyprodukowano od listopada 1955 roku 4949 samochodów Flight Hawk, a cena bez wyposażenia dodatkowego wynosiła 1986 dolarów. Produkowano je w zakładach w Los Angeles i South Bend. Nadwozie miało kod fabryczny 56G-C3.
W kolejnym 1957 roku model Flight Hawk zastąpiono przez model coupé Silver Hawk, w odmianie z takim samym silnikiem sześciocylindrowym.